# Lubie (jezioro w powiecie gorzowskim)
Lubie (niem. Gr. Lübbe See) – jezioro w woj. lubuskim, w powiecie gorzowskim, w gminie Kłodawa, leżące na terenie Równiny Gorzowskiej.

## Dane morfometryczne
Powierzchnia zwierciadła wody według różnych źródeł wynosi od 72,5 ha do 79,4 ha.
Zwierciadło wody położone jest na wysokości 58,8 m n.p.m. lub 59,5 m n.p.m. Średnia głębokość jeziora wynosi 4,5 m, natomiast głębokość maksymalna 8,9 m.

## Hydronimia
Według urzędowego spisu opracowanego przez Komisję Nazw Miejscowości i Obiektów Fizjograficznych (KNMiOF) nazwa tego jeziora to Lubie. W niektórych publikacjach wymieniana jest oboczna nazwa Lipy Duże. Państwowy rejestr nazw geograficznych jako nazwę oboczną podaje Lipie Duże.

## Zagospodarowanie
Administratorem wód jeziora jest Regionalny Zarząd Gospodarki Wodnej w Poznaniu. Utworzył on obwód rybacki, który obejmuje wody jezior Chłop, Lubie, Chłopek, Mrowino, Mrowinko i jeziora Mokrego  (Obwód rybacki Jeziora Lubie na kanale Santoczna nr.2). Gospodarkę rybacką prowadzi na jeziorze Polski Związek Wędkarski Okręg w Gorzowie Wielkopolskim.

## Czystość i ochrona środowiska
W 2014 roku wody jeziora zostały zakwalifikowane do wód o umiarkowanym stanie ekologicznym, co odpowiada III klasie jakości. Jezioro położone jest na terenie Barlinecko-Gorzowskiego Parku Krajobrazowego.